# کوبلین-پینگانژکی
کوبلین-پینگانژکی (به لهستانی:  Kobylin-Pieniążki) یک روستا در لهستان است که در گمینا کوبلین-بوژمه واقع شده‌است.